# Expédition 69 (ISS)
Insigne de la mission
Équipage de l'expédition 69
Chronologie
Expédition 68 Expédition 70
L'expédition 69 est le 69e roulement d'équipage de l'ISS. Cette mission débute le 28 mars 2023 avec le départ du Soyouz MS-22 et se termine le 27 septembre suivant avec le départ du Soyouz MS-23.

## Déroulement
L'expédition commence le 28 mars 2023 au moment du départ, à vide, du Soyouz MS-22 qui se détache de la station spatiale à 9 h 54 UTC. L'équipage initial se compose des trois membres de la mission Soyouz MS-22 et des quatre de SpaceX Crew-6. Le commandement est exercé par Sergueï Prokopiev.
Entre le 22 et le 30 mai, l'ISS accueille les quatre astronautes de la mission Axiom 2.
Le 5 juin, le vaisseau automatique Dragon de la mission SpaceX CRS-28 s'amarre à l'ISS. Il transporte 1 964 kg de fret pressurisé ainsi que 1 340 kg de fret non-pressurisé dans sa soute, dont une paire de panneaux solaires de type iROSA. Il quitte la station le 29 juin pour retourner sur Terre.
Le 27 août, le vaisseau Endurance transportant quatre astronautes de la mission SpaceX Crew-7 s'amarre à l'ISS à 13 h 16 UTC. Onze personnes sont alors présentes à bord de la station.
Le 3 septembre à 11 h 5 UTC, les quatre astronautes de la mission SpaceX Crew-6 quittent l'ISS à bord du vaisseau Endeavour pour revenir sur Terre.
La mission s'achève le 27 septembre à 7 h 54 UTC avec le départ du Soyouz MS-23.